# آبرفت

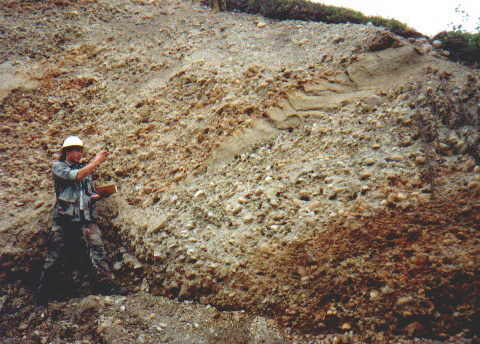
قسمت آبرفتی در معدن بلو ریبون آلاسکا.

آبرُفت یا اِلوویِم (به انگلیسی: Alluvium) در زمین‌شناسی به مواد آواری سستی که توسط رود یا آب‌های جاری دیگر نهشته شده باشد گفته می‌شود. آبرفت به‌طور معمول از مواد و ذرات گوناگونی، از ذرات ریز گل و لای و خاک رس، تا ذرات درشت تر شن و ماسه و سنگریزه تشکیل شده‌است.
به این فرایند بعضی فرایند نهشته شدن رسوب توسط رودخانه، آبرفت‌گذاری (Alluviation) می‌گویند.
آب جاری با مشارکت برف رود (تکه یخ غلتان در رود)، می‌تواند آبرفت نهشته کند. ولی نهشته شدن برف و یخ به تنهایی، آبرفت محسوب نمی‌شود.
آب رودخانه به‌طور ادامه‌دار، از منشأ خود تکه‌های جامدی از سنگ و صخره و گل و لای را برداشته (شویانده) و در تمام طول مسیر خود رها می‌کند. جایی که جریان آب تند تر باشد، تکه‌های جامد بیشتری برداشته می‌شوند تا اینکه رها شوند، و همچنین جایی که جریان آب کندتر باشد، تکه‌های جامد بیشتری رها می‌شوند تا اینکه برداشته شوند. محلی که میزان بیشتری از مواد حمل شده توسط رود رها شوند، مسیل یا محل آبرفت می‌گویند و به آن مواد، آبرفت می‌گویند.
اگر چه رودهای کوچک نیز رسوبات و مواد ته‌نشین ایجاد می‌کنند، ولی در مسیل‌ها و دلتاهای رودخانه‌های بزرگ و پرآب است که میزان قابل توجهی (از لحاظ علم زمین‌شناسی) از رسوبات و مواد ته‌نشین شده یافت می‌شود.
میزان موادی که رودخانه‌های بزرگ حمل می‌کنند، بسیار زیاد است. بسیاری از رودخانه‌ها توسط رنگی که مواد حمل شونده توسط آب رودخانه، به آب آن رود می‌دهند شناخته می‌شوند، مثلاً رودخانه هوانگ هه در چین از لحاظ ادبی به معنی رودخانه زرد رنگ است و همچنین رودخانه میسوری در آمریکا، به گِل آلود بزرگ مشهور است. این گونه برآورد می‌شود که رودخانه میسیسیپی در آمریکا، سالانه ۴۰۶ میلیون تن، و رودخانه هوانگ هه، سالانه ۷۹۶ میلیون تن رسوبات به دریا حمل می‌کنند.
گاهی، آبرفت‌ها حاوی سنگ‌های معدنی با ارزش مانند طلا و پلاتینیوم و همچنین گوهرسنگ‌ها هستند. به محل تمرکز این نوع آبرفت‌ها، در اصطلاح انگلیسی Placer Deposit، به معنی محل ته‌نشینی طلا و جواهرات می‌گویند.
در طول تاریخ، بسیاری از آبگیرهای کم عمق که پر از مواد آبرفتی شده‌اند، که این امر باعث به وجود آمدن زمین‌های بسیار حاصلخیزی شده‌است (خاک آبرفتی، معمولاً حاصلخیز است). مثلاً گل و لایی که سالانه توسط رودخانه نیل در مصر ته‌نشین می‌شود، این امکان را برای مصری‌ها به وجود آورده‌است که آن‌ها از چهار هزار سال پیش، محصولات خود را بدون کمک از هیچ گونه کود مصنوعی پرورش دهند.